# میخایلو باشراب
میخایلو باشراب (انگلیسی: Mykhaylo Basarab؛ زادهٔ ۲۸ مارس ۱۹۸۸) بازیکن فوتبال اهل اوکراین است.
از باشگاه‌هایی که در آن بازی کرده‌است می‌توان به باشگاه فوتبال اسپارتاک ایوانو-فرانکیفسک اشاره کرد.